# Heikki Kovalainen
Heikki Johannes Kovalainen (Suomussalmi, 19 ottobre 1981) è un pilota automobilistico finlandese, attivo in Formula 1 dal 2007 al 2013 con Renault, McLaren, Caterham e Lotus.
Nel 2015 si è trasferito in Giappone dove nel 2016 ha vinto la Super GT in coppia con Kohei Hirate e due volte il Campionato Rally giapponese, nel 2021 nella classe JN2 e nel 2022 nella classe JN1.
Attualmente è impegnato nel Rally, correndo nel Campionato finlandese di Rally e nell'Extreme E.

## Carriera

### Formule minori
Come molti altri piloti, Kovalainen iniziò con i kart nel 1991 gareggiando fino il 2000 conquistando ottimi risultati e trofei come il campionato nordico di Kart, Elf Masters e viene eletto Finnish Kart Driver of the Year. Nel 2001 esordì in monoposto correndo nella Formula Renault UK dove finì quarto in campionato con due vittorie, due pole position, cinque podi e tre giri veloci, guadagnandosi il premio Rookie of the Year. Lo stesso anno prese parte al Gran Premio di Macao chiudendo al ottavo posto.
L'anno seguente passa alla Formula 3 britannica con la squadra Fortec. Il finlandese si dimostra ancora uno dei piloti più competitivi sulla griglia e nella seconda parte della stagione ottiene cinque vittorie nelle ultime nove gare. Kovalainen finisce terzo in classifica e primo tra i Rookie. Dimostra ottima velocità anche nelle gare internazionali extra campionato, arrivando secondo nel Gran Premio di Macao e quarto nel Masters di Zandvoort.
Kovalainen si spostò nel 2003 nelle World Series by Nissan, nel suo primo anno ottiene il secondo posto in campionato dietro a Franck Montagny. Rimasto nella serie anche nel 2004, ottiene sei vittorie e riesce a vincere il suo primo campionato con il team Pons Racing.

#### GP2 Series
Questa vittoria gli aprì le porte della neonata serie GP2 con la Arden International, squadra campione uscente dell'ultima stagione di Formula 3000 prima che questa venisse appunto rimpiazzata dalla GP2. Nel 2005 Kovalainen vinse 5 gare guidando la classifica per buona parte del campionato prima di venire superato da Nico Rosberg; si classificò quindi secondo per soli 15 punti. Kovalainen aveva anche attratto molta attenzione internazionale dopo aver vinto la Race of Champions nel 2004 a Parigi, gara esibizione che metteva di fronte piloti famosi come il campione mondiale di rally Sébastien Loeb e il campione del mondo di Formula 1 Michael Schumacher.

### Formula 1

#### 2006-2007: Renault

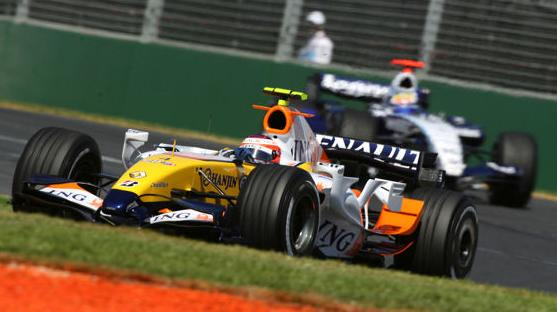
Kovalainen alla guida della sua Renault R27 nel Gran Premio d'Australia 2007

Nel 2006 passò in Formula 1 nella squadra Renault, gestita dal suo manager personale Flavio Briatore, come collaudatore; a fine stagione, con la partenza di Fernando Alonso, venne annunciata la sua promozione a pilota ufficiale per il campionato 2007. Durante la stagione, dopo un inizio poco convincente ha favorevolmente impressionato gli addetti ai lavori, ottenendo ottimi risultati in gara e mostrandosi molto deciso durante i duelli in pista con altri piloti.
È riuscito regolarmente a competere con il compagno di scuderia Giancarlo Fisichella e ha concluso il campionato al settimo posto con 30 punti in classifica, contro i 21 del quotato ed autorevole compagno di squadra italiano, conquistando anche l'unico podio del team con un 2º posto al Gran Premio del Giappone.

#### 2008-2009: McLaren

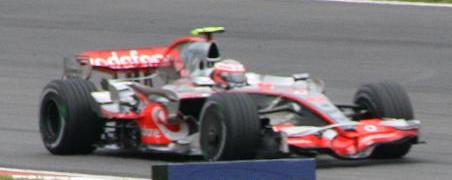
Kovalainen al Gran Premio della Malesia 2008 con la McLaren MP4-23

Nel 2008 Kovalainen passa alla McLaren, dopo il ritorno di Fernando Alonso in Renault. Al Gran Premio di Spagna è vittima di un brutto incidente, dovuto ad un problema al cerchione anteriore sinistro che produce l'esplosione della ruota. La monoposto va a schiantarsi contro le protezioni all'esterno della curva "Campsa", e sul momento il pilota perde conoscenza, mentre i soccorritori lavorano diversi minuti per liberarlo dalle gomme. Ripresosi poco più tardi, viene comunque ricoverato per un giorno in ospedale al fine di escludere qualsiasi trauma conseguente alla decelerazione. Due settimane dopo, la FIA lo sottopone ad una visita prima di autorizzarne la partecipazione al successivo Gran Premio di Turchia.
Al rientro dall'incidente conquista la prima fila con un ottimo 2º posto in griglia, ma in gara arriva soltanto 12º, dopo una sosta supplementare ai box per sostituire una gomma forata in un contatto alla prima curva con il connazionale Kimi Räikkönen. Al Gran Premio di Gran Bretagna a Silverstone, Kovalainen si aggiudica la sua prima pole position in Formula 1, ma in gara non riesce a mantenere la posizione e scivola al quinto posto finale. Il 31 luglio 2008, alla vigilia del Gran Premio d'Ungheria, Ron Dennis annuncia la conferma di Kovalainen per il campionato seguente. In quel fine settimana Kovalainen conquista la sua prima vittoria in Formula 1 all'Hungaroring, grazie al ritiro di Felipe Massa per un problema al motore. Seguiranno risultati importanti solo nei gran premi d'Europa ed Italia, dove arriverà rispettivamente 4º e 2º. Kovalainen chiude la stagione in settima posizione nella classifica assoluta, conquistando 53 punti.

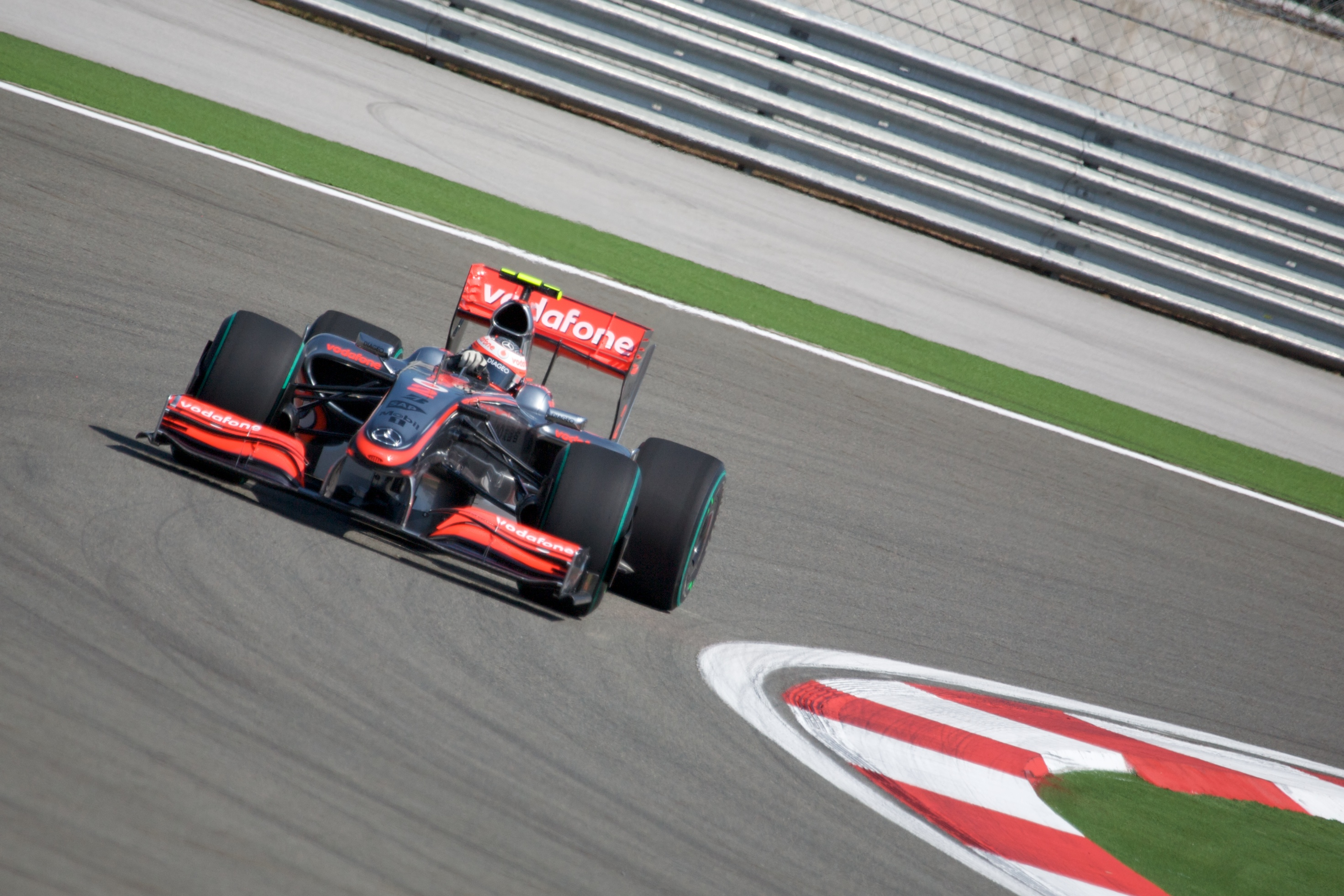
Kovalainen al Gran Premio di Turchia

La stagione 2009 comincia in modo piuttosto difficile per il pilota finlandese e per la McLaren, la cui vettura si dimostra poco competitiva nelle prime gare. Dopo due ritiri per incidente in Gran Premio d'Australia e in Malesia, Kovalainen conquista i primi punti della stagione nel Gran Premio di Cina, disputato sul bagnato, nel quale taglia il traguardo in quinta posizione. Nelle successive cinque gare Kovalainen non fa segnare punti; a partire dal Gran Premio di Germania il pilota finlandese sfrutta il netto miglioramento della McLaren per mettere a segno una serie di sei risultati utili consecutivi, restando però molto distante dalle prestazioni ottenute dal compagno di squadra, che fa segnare tre pole position e due vittorie, mentre il finlandese non ottiene neanche un podio. I risultati mediocri ottenuti non gli valgono la riconferma e a fine stagione la McLaren annuncia l'ingaggio del campione del mondo in carica Jenson Button al suo posto.

#### 2010-2011: Lotus Racing

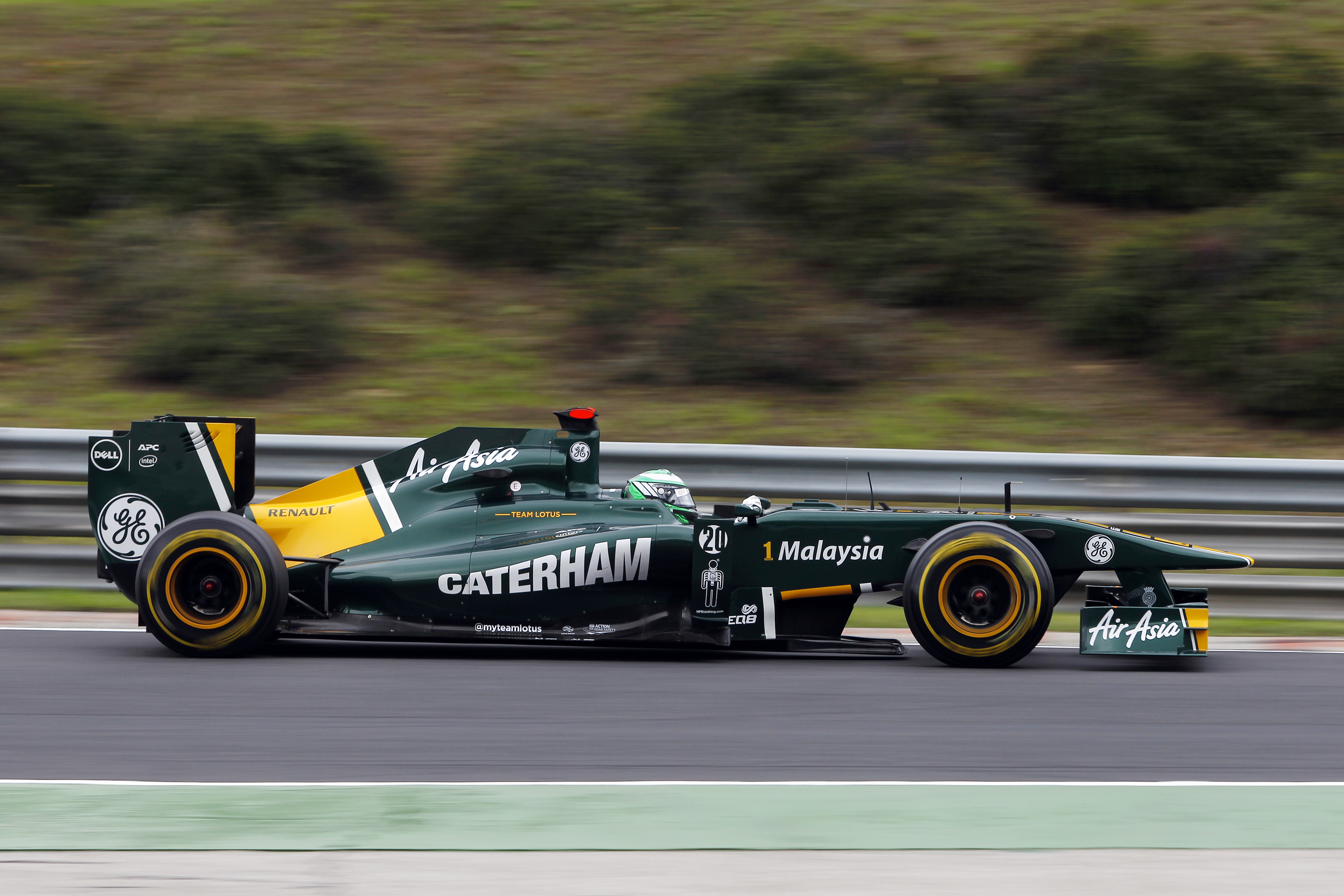
Kovalainen alla guida della Lotus T127 durante il Gran Premio d'Ungheria 2011

Lasciato libero dalla McLaren, Kovalainen si accorda con una delle tre scuderie iscrittesi al campionato 2010, la Lotus Racing. La vettura è poco competitiva e non permette né a Kovalainen né al suo compagno di squadra Jarno Trulli di lottare per la zona punti, relegandoli nelle ultime file dello schieramento insieme ai piloti delle altre nuove scuderie, Virgin e HRT. Kovalainen entra nella seconda fase delle qualifiche solamente in due occasioni, in Malesia ed in Belgio, in entrambi i casi sfruttando le mutevoli condizioni atmosferiche e del tracciato.  Il miglior risultato in gara è un dodicesimo posto nel Gran Premio del Giappone, che vale al finlandese la ventesima posizione nella classifica finale. Nel campionato 2011 la vettura si mostra nettamente più competitiva, anche grazie all'adozione del motore Renault in luogo del meno performante Cosworth.
Tuttavia, nonostante la netta riduzione dei distacchi accusati dalle scuderie di media classifica, per gran parte della stagione la vettura non è sufficientemente competitiva da permettere a Kovalainen di staccarsi dalle retrovie. A riprova di ciò Kovalainen migliora solo marginalmente i propri risultati in qualifica, passando solo in tre occasioni nella seconda fase di qualifica. Come l'anno precedente, però, queste prestazioni furono frutto principalmente delle mutevoli condizioni atmosferiche. Il pilota finlandese risulta, però, nettamente vincente nel confronto con il compagno di squadra Jarno Trulli, che lo batte in qualifica solamente in due occasioni. Il pilota italiano ha invece la meglio nei risultati in gara, cogliendo due tredicesimi posti contro l'unico fatto segnare da Kovalainen nel Gran Premio d'Italia. A fine stagione, nel corso della Race of Champions che si disputava a Düsseldorf, in Germania, subisce un violento incidente a bordo di un'Audi R8 insieme alla sua fidanzata, finendo in ospedale per un trauma cranico. Riesce comunque a recuperare e a tornare in Formula 1 per il campionato 2012.

#### 2012: Caterham

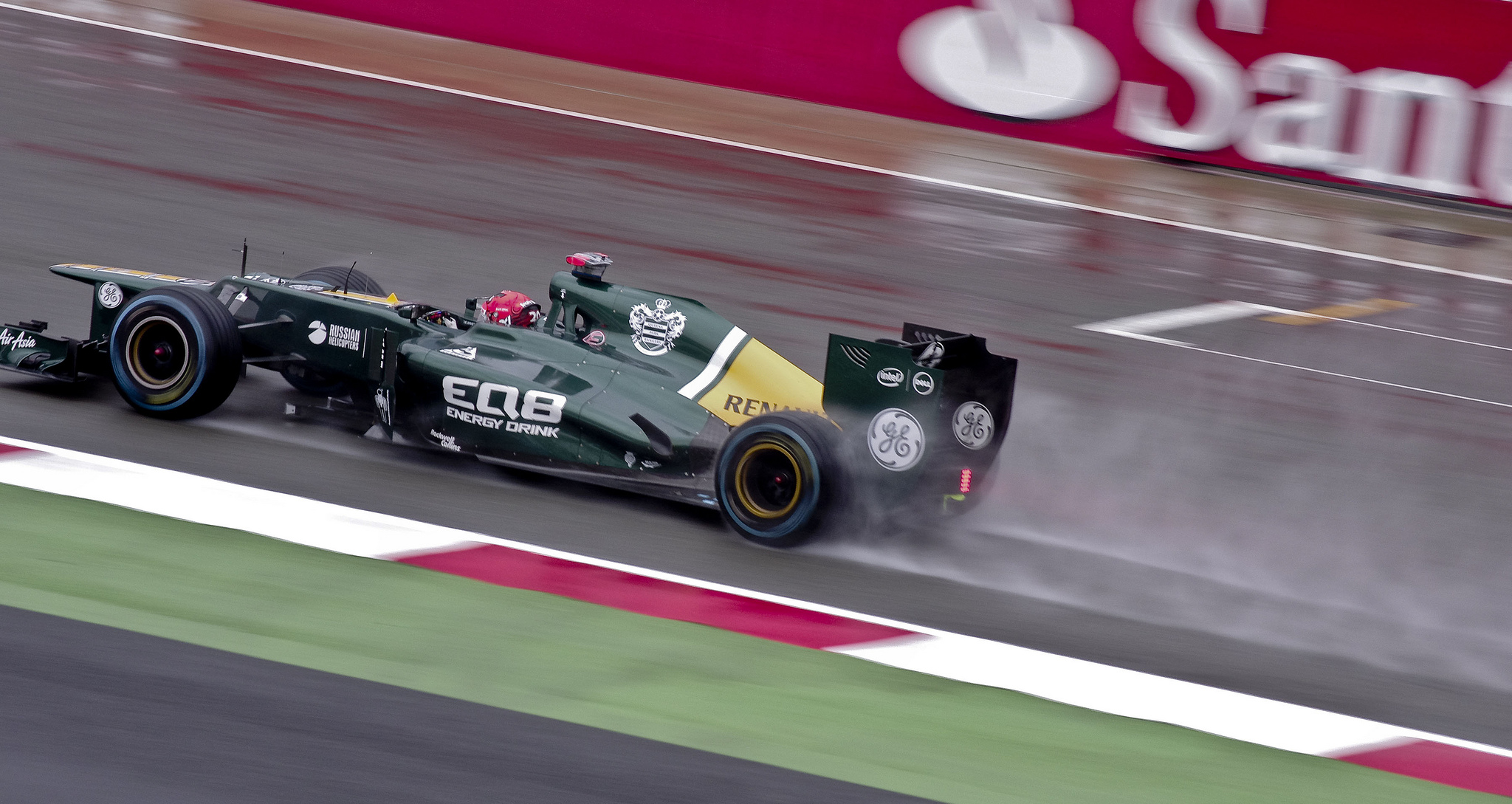
Kovalainen al Gran Premio di Gran Bretagna 2012 con la Caterham CT01

Nonostante la scuderia, nel frattempo rinominata Caterham F1 Team, inizi la stagione con l'ambizione di avvicinarsi definitivamente alle posizioni di centro gruppo, la stagione è analoga a quella precedente, con il finlandese che non riesce a ottenere risultati di rilievo. Come nel 2011 Kovalainen ottiene come miglior piazzamento il tredicesimo posto, risultato conseguito sia nel Gran Premio di Monaco che in quello di Abu Dhabi, non conquistando, quindi, punti iridati. A fine stagione il pilota finlandese non viene confermato dalla Caterham per il campionato 2013, rimanendo senza un volante in Formula 1. Il 17 aprile 2013, però, la scuderia malese lo richiama nel ruolo di terzo pilota, permettendogli di prendere parte alla prima sessione di prove libere del venerdì in sei occasioni (Bahrein, Spagna, Belgio, Italia, Giappone e Abu Dhabi), di volta in volta al posto di uno dei piloti titolari, Charles Pic e Giedo van der Garde.

#### 2013: Le ultime gare da titolare alla Lotus F1 Team
Il 14 novembre 2013 viene ingaggiato dalla Lotus come sostituto di Kimi Räikkönen per le ultime due gare del campionato. I risultati sono però al di sotto delle aspettative e Kovalainen non riesce a cogliere punti né al Gran Premio degli Stati Uniti né in quello del Brasile.

### Dopo la Formula 1

#### Super GT
Terminata l'esperienza nella massima serie automobilistica, nel 2014 Kovalainen diventa collaudatore della BMW Motorsport nel Deutsche Tourenwagen Masters e nel 2015 si trasferisce in Giappone per partecipare al campionato Super GT a bordo della Lexus del team SARD. Nella sua prima stagione in Giappone divide la vettura con Kohei Hirate, ma il duo non ottiene ottimi risultati. Nel 2016 la coppia risulta molto più competitiva, ottengono quattro podi tra cui una vittoria a Motegi e riescono a vincere il titolo. La vittoria del campionato è stata la prima di Kovalainen da quando ha vinto la Nissan World Series nel 2004.
Il pilota finlandese continua nella serie anche dopo il successo, nel 2017 ancora con Hirate, nel 2018 con Kamui Kobayashi e nel 2019 con Yuichi Nakayama; in questi tre anni a guida della Lexus LC500 ottiene tre vittorie (una per anno) e altri due podi. Nei due anni seguenti rimane legato al team SARD ma passa alla giuda della Toyota GR Supra GT500, vettura con cui ottiene la sua ultima vittoria nella serie. Dopo la stagione 2021 senza vittorie, Kovalainen annuncia il suo ritiro dalla serie. In sette anni ha ottenuto un titolo, cinque vittorie e dieci podi.

#### Rally
Come molti dei suoi compatrioti, Kovalainen ha sviluppato un interesse per i rally, con lui che afferma che era un "sogno d'infanzia". Kovalainen partecipa al suo primo Rally nel 2015 correndo nel Rally Artico in Finlandia, arrivando terzo nella sua classe.
Nel 2016, in contemporanea alla Super GT partecipa a quattro eventi del campionato giapponese di Rally con il copilota Sae Kitagawa si una Toyota GT86 CS-R3 de team SARD. Nel suo primo anno nella serie ottiene un secondo posto come miglior risultato nel evento di Shinshiro. Nei due anni successivi partecipa part-time alla serie sempre co la stessa vettura e copilota, nel 2020 Kovalainen avrebbe dovuto competere nel Campionato giapponese di Rally a tempo pieno, ma la Pandemia di COVID-19 ha fermato questo progetto, il finlandese partecipò solo al Chūbu-Kinki Rally, dove trova la sua prima vittoria. Nel 2021 finalmente partecipa a tempo pieno alla serie, ottiene sei vittorie su sei nella classe JN2 e conquista il campionato con un round d'anticipo.
Nel 2022 lascia la Super GT si concentra a tempo pieno ai Rally, si iscrive nella classe master del campionato giapponese (JN1) con il team AICELLO guidando una Škoda Fabia R5. Kovalainen ottiene sei vittorie su otto rally e si laurea campione. Lo stesso anno prende parte anche al Rally del Giappone, evento valido per il Campionato del mondo rally, dove ottiene il quarto posto nella classe WRC2. La stagione seguente dopo i successi in Giappone, Kovalainen si iscrive al campionato finlandese di rally ancora al volante della Škoda Fabia Rally2 Evo. Inoltre, prende parte al Campionato Extreme E con il team di Jenson Button, il JBXE in coppia con Hedda Hosås. Ma dopo due round viene sostituito da Andreas Bakkerud all'interno del team.
A marzo del 2024 deve interrompere le sue attività agonistiche per un aneurisma, che lo costringe ad operarsi.

## Risultati

### Risultati GP2
(legenda) (Le gare in grassetto indicano la pole position) (Le gare in corsivo indicano Gpv)
| Anno    | Team                | 1   | 2   | 3   | 4   | 5   | 6   | 7   | 8   | 9   | 10  | 11  | 12  | 13  | 14  | 15  | 16  | 17  | 18  | 19  | 20  | 21  | 22  | 23  | Punti | Pos. |
| ------- | ------------------- | --- | --- | --- | --- | --- | --- | --- | --- | --- | --- | --- | --- | --- | --- | --- | --- | --- | --- | --- | --- | --- | --- | --- | ----- | ---- |
| 2005    | Arden International | SMR | SMR | ESP | ESP | MON | EUR | EUR | FRA | FRA | GBR | GBR | GER | GER | HUN | HUN | TUR | TUR | ITA | ITA | BEL | BEL | BHR | BHR | 105   | 2º   |
| 2005    | Arden International | 1   | 3   | 3   | Rit | 5   | 1   | Rit | 1   | 3   | 2   | 3   | 5   | 6   | 2   | 5   | 10  | 1   | 1   | 5   | 15† | 9   | 3   | Rit | 105   | 2º   |
| Legenda |                     |     |     |     |     |     |     |     |     |     |     |     |     |     |     |     |     |     |     |     |     |     |     |     |       |      |

### Risultati in Formula 1
| 2007 | Scuderia | Vettura |    |   |   |   |    |   |   |    |   |   |   |   |   |   |   |   |     |  |  |  | Punti | Pos. |
| ---- | -------- | ------- | -- | - | - | - | -- | - | - | -- | - | - | - | - | - | - | - | - | --- |  |  |  | ----- | ---- |
| 2007 | Renault  | R27     | 10 | 8 | 9 | 7 | 13 | 4 | 5 | 15 | 7 | 8 | 8 | 6 | 7 | 8 | 2 | 9 | Rit |  |  |  | 30    | 7º   |

| 2008 | Scuderia | Vettura |   |   |   |     |    |   |   |   |   |   |   |   |    |   |    |     |     |   |  |  | Punti | Pos. |
| ---- | -------- | ------- | - | - | - | --- | -- | - | - | - | - | - | - | - | -- | - | -- | --- | --- | - |  |  | ----- | ---- |
| 2008 | McLaren  | MP4-23  | 5 | 3 | 5 | Rit | 12 | 8 | 9 | 4 | 5 | 5 | 1 | 4 | 10 | 2 | 10 | Rit | Rit | 7 |  |  | 53    | 7º   |

| 2009 | Scuderia | Vettura |     |     |   |    |     |     |    |     |   |   |   |   |   |   |    |    |    |  |  |  | Punti | Pos. |
| ---- | -------- | ------- | --- | --- | - | -- | --- | --- | -- | --- | - | - | - | - | - | - | -- | -- | -- |  |  |  | ----- | ---- |
| 2009 | McLaren  | MP4-24  | Rit | Rit | 5 | 12 | Rit | Rit | 14 | Rit | 8 | 5 | 4 | 6 | 6 | 7 | 11 | 12 | 11 |  |  |  | 22    | 12º  |

| 2010 | Scuderia     | Vettura |    |    |    |    |    |     |     |    |     |    |     |    |    |    |    |    |    |    |    |  | Punti | Pos. |
| ---- | ------------ | ------- | -- | -- | -- | -- | -- | --- | --- | -- | --- | -- | --- | -- | -- | -- | -- | -- | -- | -- | -- |  | ----- | ---- |
| 2010 | Lotus Racing | T127    | 15 | 13 | NC | 14 | NP | Rit | Rit | 16 | Rit | 17 | Rit | 14 | 16 | 18 | 16 | 12 | 13 | 18 | 17 |  | 0     | 20º  |

| 2011 | Scuderia   | Vettura |     |    |    |    |     |    |     |    |     |    |     |    |    |    |    |    |    |    |    |  | Punti | Pos. |
| ---- | ---------- | ------- | --- | -- | -- | -- | --- | -- | --- | -- | --- | -- | --- | -- | -- | -- | -- | -- | -- | -- | -- |  | ----- | ---- |
| 2011 | Team Lotus | T128    | Rit | 15 | 16 | 19 | Rit | 14 | Rit | 19 | Rit | 16 | Rit | 15 | 13 | 16 | 18 | 14 | 14 | 17 | 16 |  | 0     | 22º  |

| 2012 | Scuderia | Vettura |     |    |    |    |    |    |    |    |    |    |    |    |    |    |    |    |    |    |    |    | Punti | Pos. |
| ---- | -------- | ------- | --- | -- | -- | -- | -- | -- | -- | -- | -- | -- | -- | -- | -- | -- | -- | -- | -- | -- | -- | -- | ----- | ---- |
| 2012 | Caterham | CT01    | Rit | 18 | 23 | 17 | 16 | 13 | 18 | 14 | 17 | 19 | 17 | 17 | 14 | 15 | 15 | 17 | 18 | 13 | 18 | 14 | 0     | 22º  |

| 2013 | Scuderia                 | Vettura    |  |  |  |    |    |  |  |  |  |  |    |    |  |  |    |  |    |    |    |  | Punti | Pos. |
| ---- | ------------------------ | ---------- |  |  |  | -- | -- |  |  |  |  |  | -- | -- |  |  | -- |  | -- | -- | -- |  | ----- | ---- |
| 2013 | Caterham e Lotus F1 Team | CT03 e E21 |  |  |  | TP | TP |  |  |  |  |  | TP | TP |  |  | TP |  | TP | 14 | 14 |  | 0     | 21º  |

| Legenda | 1º posto     | 2º posto | 3º posto    | A punti         | Senza punti/Non class.  | Grassetto – Pole position Corsivo – Giro più veloce |
| Legenda | Squalificato | Ritirato | Non partito | Non qualificato | Solo prove/Terzo pilota | Grassetto – Pole position Corsivo – Giro più veloce |

### Risultati Super GT
| Anno | Team                          | Vettura               | Classe | 1      | 2     | 3       | 4      | 5       | 6       | 7      | 8      | Punti | Pos. |
| ---- | ----------------------------- | --------------------- | ------ | ------ | ----- | ------- | ------ | ------- | ------- | ------ | ------ | ----- | ---- |
| 2015 | LexusTeam SARD                | Lexus RC F            | GT500  | OKA 5  | FUJ 5 | CHA 7   | FUJ 9  | SUZ 11  | SUG Rit | AUT 13 | MOT 6  | 23    | 13º  |
| 2016 | LexusTeam SARD                | Lexus RC F            | GT500  | OKA 7  | FUJ 2 | SUG 2   | FUJ 8  | SUZ 8   | CHA 7   | MOT 2  | MOT 1  | 82    | 1º   |
| 2017 | LexusTeam SARD                | Lexus LC500           | GT500  | OKA 3  | FUJ 7 | AUT 14  | SUG 1  | FUJ 10  | SUZ 13  | CHA 6  | MOT 8  | 44    | 8º   |
| 2018 | LexusTeam SARD                | Lexus LC500           | GT500  | OKA 12 | FUJ 2 | SUZ Rit | CHA 1  | FUJ 11  | SUG 10  | AUT 8  | MOT 8  | 42    | 9º   |
| 2019 | LexusTeam SARD                | Lexus LC500           | GT500  | OKA 11 | FUJ 4 | SUZ 5   | CHA 5  | FUJ Rit | AUT 1   | SUG 7  | MOT 11 | 44    | 5º   |
| 2020 | Toyota Gazoo Racing Team SARD | Toyota GR Supra GT500 | GT500  | FUJ    | FUJ   | SUZ 5   | MOT 9  | FUJ 1   | SUZ 11  | MOT 8  | FUJ 14 | 31    | 11º  |
| 2021 | Toyota Gazoo Racing Team SARD | Toyota GR Supra GT500 | GT500  | OKA 4  | FUJ 6 | MOT 10  | SUZ 14 | SUG 5   | AUT 5   | MOT 11 | FUJ 4  | 34    | 13º  |

### Risultati WRC
| 2022 | Scuderia | Vettura        |  |  |  |  |  |  |  |  |  |  |  |  |    |  |  |  | Punti | Pos. |
| ---- | -------- | -------------- |  |  |  |  |  |  |  |  |  |  |  |  | -- |  |  |  | ----- | ---- |
| 2022 |          | Škoda Fabia R5 |  |  |  |  |  |  |  |  |  |  |  |  | 10 |  |  |  | 1     | 35º  |

| 2023 | Scuderia | Vettura        |  |  |  |  |  |  |  |  |  |  |  |  |     |  |  |  | Punti | Pos. |
| ---- | -------- | -------------- |  |  |  |  |  |  |  |  |  |  |  |  | --- |  |  |  | ----- | ---- |
| 2023 |          | Škoda Fabia R5 |  |  |  |  |  |  |  |  |  |  |  |  | Rit |  |  |  | 0     |      |

| 2024 | Scuderia | Vettura                |  |  |  |  |  |  |  |  |  |  |  |  |     |  |  |  | Punti | Pos. |
| ---- | -------- | ---------------------- |  |  |  |  |  |  |  |  |  |  |  |  | --- |  |  |  | ----- | ---- |
| 2024 |          | Toyota GR Yaris Rally2 |  |  |  |  |  |  |  |  |  |  |  |  | Rit |  |  |  | 0     |      |

| Legenda | 1º posto | 2º posto | 3º posto | A punti | Senza punti | Ritirato | Squalificato | NP=Non partito C=Gara cancellata | Apice=Power stage |

### Risultati WRC-2
| 2022 | Scuderia | Vettura        |  |  |  |  |  |  |  |  |  |  |  |  |   |  |  |  | Punti | Pos. |
| ---- | -------- | -------------- |  |  |  |  |  |  |  |  |  |  |  |  | - |  |  |  | ----- | ---- |
| 2022 |          | Škoda Fabia R5 |  |  |  |  |  |  |  |  |  |  |  |  | 4 |  |  |  | 12    | 33º  |

| 2023 | Scuderia | Vettura        |  |  |  |  |  |  |  |  |  |  |  |  |     |  |  |  | Punti | Pos. |
| ---- | -------- | -------------- |  |  |  |  |  |  |  |  |  |  |  |  | --- |  |  |  | ----- | ---- |
| 2023 |          | Škoda Fabia R5 |  |  |  |  |  |  |  |  |  |  |  |  | Rit |  |  |  | 0     |      |

| 2024 | Scuderia | Vettura                |  |  |  |  |  |  |  |  |  |  |  |  |     |  |  |  | Punti | Pos. |
| ---- | -------- | ---------------------- |  |  |  |  |  |  |  |  |  |  |  |  | --- |  |  |  | ----- | ---- |
| 2024 |          | Toyota GR Yaris Rally2 |  |  |  |  |  |  |  |  |  |  |  |  | Rit |  |  |  | 0     |      |

| Legenda | 1º posto | 2º posto | 3º posto | A punti | Senza punti | Ritirato | Squalificato | NP=Non partito C=Gara cancellata | Apice=Power stage |

### Risultati WRC-2 Challenger
| 2023 | Scuderia | Vettura        |  |  |  |  |  |  |  |  |  |  |  |  |     |  |  |  | Punti | Pos. |
| ---- | -------- | -------------- |  |  |  |  |  |  |  |  |  |  |  |  | --- |  |  |  | ----- | ---- |
| 2023 |          | Škoda Fabia R5 |  |  |  |  |  |  |  |  |  |  |  |  | Rit |  |  |  | 0     |      |

| 2024 | Scuderia | Vettura                |  |  |  |  |  |  |  |  |  |  |  |  |     |  |  |  | Punti | Pos. |
| ---- | -------- | ---------------------- |  |  |  |  |  |  |  |  |  |  |  |  | --- |  |  |  | ----- | ---- |
| 2024 |          | Toyota GR Yaris Rally2 |  |  |  |  |  |  |  |  |  |  |  |  | Rit |  |  |  | 0     |      |

| Legenda | 1º posto | 2º posto | 3º posto | A punti | Senza punti | Ritirato | Squalificato | NP=Non partito C=Gara cancellata | Apice=Power stage |